# Hulu
Hulu (/ˈhuːluː/, HOO-loo, stilizat ca hulu) este un serviciu de streaming american pe abonament deținut de Disney Streaming, o divizie a The Walt Disney Company. A fost lansat pe 29 octombrie 2007.
Hulu a fost fondat inițial ca un joint venture între News Corporation și NBCUniversal, Providence Equity, și mai târziu The Walt Disney Company, servind ca o agregare a episoadelor recente de seriale de televiziune din canalele de televiziune respective. În 2010, Hulu a lansat un serviciu prin abonament, inițial branduit ca "Hulu Plus", care a prezentat sezoane întregi de programe din companii și alți parteneri, și acces imediat la episoade noi. În 2017, compania a lansat Hulu cu Live TV—un serviciu de televiziune live over-the-top care include canale de programare de difuzare.
În 2011, Hulu a lansat serviciul său în Japonia, marcând prima și singura sa expansiune internațională. Trei ani mai târziu în 2014, Hulu Japan a fost achiziționat de Nippon TV și desprins de echivalentul său american. Din februarie 2021, conținutul original al Hulu a fost distribuit în afara SUA via Disney+ sub marca Star. În 2019, Disney a achiziționat acțiunile lui Fox în Hulu ca parte a achiziției lui 21st Century Fox, și a achiziționat ulterior acțiunile rămase păstrate de Comcast în 2023, dându-i deținere completă. După achiziție, Disney a soft lansat o integrare a Hulu în Disney+ ca un hub de conținut în decembrie 2023, permițând abonaților la ambele servicii acces la conținut Hulu din înăuntrul aplicațiilor Disney+.